# BVMV Volley Noorderkempen
Volley Noorderkempen is een Belgische volleybalclub. 

## Historiek
De club heeft zijn oorsprong in 2010 toen er gestart werd met een samenwerking tussen VC Vosselaar, VC Vlimmeren, VC Beerse en VC FRAM Merksplas. Vervolgens werd er in september 2011 overgegaan tot de oprichting van een gemeenschappelijke vzw en in maart 2013 werd er ten slotte besloten over te gaan tot een fusie. Eerst in mei 2015 tussen de teams uit Merksplas en Vosselaar en vanaf seizoen 2017-'18 vervolgens met het team uit Vlimmeren. Bij de fusie werd het stamnummer van VC FRAM Merksplas behouden  en de heren werd gestart in de Liga B, waar voorheen VC Vosselaar uitkwam.
BVMV staat officieel voor 'Beter Volleybal door Meer Volleybal', maar representeert tevens de eerste letter van de namen van de gemeentes van de betrokken volleybalteams. In maart 2020 werd zuivelproducent Hollebeekhoeve hoofdsponsor van het team. Vanaf het seizoen 2020-'21 werden ze tevens naamsponsor.
Bij het uitbreken van de corona-pandemie in België werd in eind februari 2020 besloten de competitie van onder meer de Liga B bij de heren stil te leggen. Op dat moment stond Volley Noorderkempen op een tweede plaats in de rangschikking. Tijdens deze gedwongen stop werd de Liga B omgevormd tot Nationale 1.

## Bekende (ex-)spelers
- Bente Daniëls
- Lies Eykens
- Michiel Fransen
- Linde Hervent
- Tim Lemmens
- Jana Thierens
- Lisa Van den Vonder
- Tim Verschueren